# Smolný pich aneb Pitomý porno
Smolný pich aneb Pitomý porno, v rumunském originále Babardeală cu bucluc sau porno balamuc, je rumunské komediální drama, které režíroval a napsal Radu Jude a produkoval Ada Solomon. V hlavních rolích se objevili Katia Pascariu, Claudia Ieremia a Olimpia Mălai. Film vznikal v české koprodukci, podpořila jej Rada Státního fondu kinematografie částkou 2,5 milionu korun. V menší roli se ve filmu objevila česká herečka Petra Nesvačilová.
Film měl světovou premiéru na 71. ročníku Mezinárodního filmového festivalu v Berlíně v březnu 2021 a získal Zlatého medvěda v hlavní soutěžní sekci. Jedná se o třetí rumunský film, který získal Zlatého medvěda za posledních devět let. Film měl v českých kinech oficiální premiéru 2. září 2021.

## Obsah filmu
Emi Cilibiuová, učitelka dějepisu na významné rumunské střední škole, natočí se svým manželem Eugenem erotickou nahrávku, na níž se věnují sexuálním aktivitám. Eugen video nahraje na soukromou fetišistickou stránku, odkud je staženo a opakovaně zveřejněno na veřejných pornografických stránkách. Zaměstnanci školy i rodiče Eminých studentů jsou jejím chováním pohoršeni a krátce poté, co se video rozšíří, ji večer předvolají na rodičovskou schůzku. Emi stráví den před konferencí vyřizováním různých pochůzek a je stále více frustrovaná sexistickými, nacionalistickými a konzumními aspekty rumunské společnosti, jakož i dalšími sociálními stresory způsobenými dopady pandemie covidu-19.
Následuje montáž, která zobrazuje režisérovy úvahy o různých souvisejících pojmech či předmětech. Některé postřehy jsou vtipné (pro sociální distancování je promítnut klip tradičního rumunského lidového tance upraveného tak, aby vyhovoval distančním předpisům), některé jsou trpčí (pro Francouzskou a Rumunskou revoluci jsou zobrazeny násilné scény z těchto událostí, po nichž následují záběry na komerční produkty pojmenované po těchto událostech) a některé jsou vyloženě jízlivé (pohřební ústav otevřený 24 hodin denně a přitahující dlouhou frontu přímo naproti nemocnici, pravděpodobně té, kde jsou umístěni pacienti s koronavirem).
Emi přichází na rodičovskou schůzku, kde jí sympatický úředník vedení oznámí, že rodiče a učitelé budou hlasovat o tom, zda ji má škola nadále zaměstnávat vzhledem k jejímu údajnému „morálnímu prohřešku“; pokud bude většina hlasovat proti, očekává se, že dá výpověď. Rodiče, mezi nimiž je vysloužilý poručík rumunské armády, pilot proudového letadla s fašistickými politickými sklony, sociálně konzervativní kněz, „milý chlapík“, který se Emi zastává ve snaze se jí zavděčit, a žena, která Emi již dříve nabízela úplatky výměnou za vyšší známky, jsou k jejímu jednání vesměs kritičtí. Při odsuzování Emiina chování a stylu výuky rodiče vyjadřují vulgární a sexistické postoje k ženám, fobii vůči Romům, antisemitismus a zpochybňují důkazy, jichž se Emi dovolává, aby jejich názory změnila.
V závěru filmu jsou postupně představeny tři alternativní konce. V prvním rodiče a učitelé Emi „zprostí viny“, což vede k fyzické konfrontaci mezi ní a dalším rodičem. Ve druhém je „usvědčena“ a bez incidentu odstoupí. Ve třetím je opět „usvědčena“, ale promění se v superhrdinku připomínající Wonder Woman. Rodiče a učitele uvězní do sítě a ty, kteří jí během konference nejostřeji odporovali, donutí k felaci dilda.

## Obsazení
| Katia Pascariu     | Emi                       |
| Claudia Ieremia    | ředitelka                 |
| Olimpia Mălai      | paní Lucia                |
| Nicodim Ungureanu  | pan Gheorghescu           |
| Alexandru Potocean | Marius Buzdrugovici       |
| Andi Vasluianu     | pan Otopeanu              |
| Ion Dichiseanu     | Ion Dichiseanu            |
| Oana Maria Zaharia | blonďatá nudistická matka |
| Gabriel Spahiu     | nábožensky založený otec  |
| Stefan Steel       | Eugen, manžel Emi         |
| Petra Nesvačilová  | česká matka               |

## Recenze
Čeští filmoví kritici hodnotili film nadprůměrně:
- Mirka Spáčilová, iDNES.cz, 11. března 2021, [3]
- Kristina Roháčková, Český rozhlas, 12. května 2021, [4]
- Věra Míšková, Právo, 13. května 2021, [5]
- Anja Verem, Červený koberec, 28. května 2021, [6]
- Marek Čech, AV Mania, 29. května 2021, [7]